# Glockenstapel

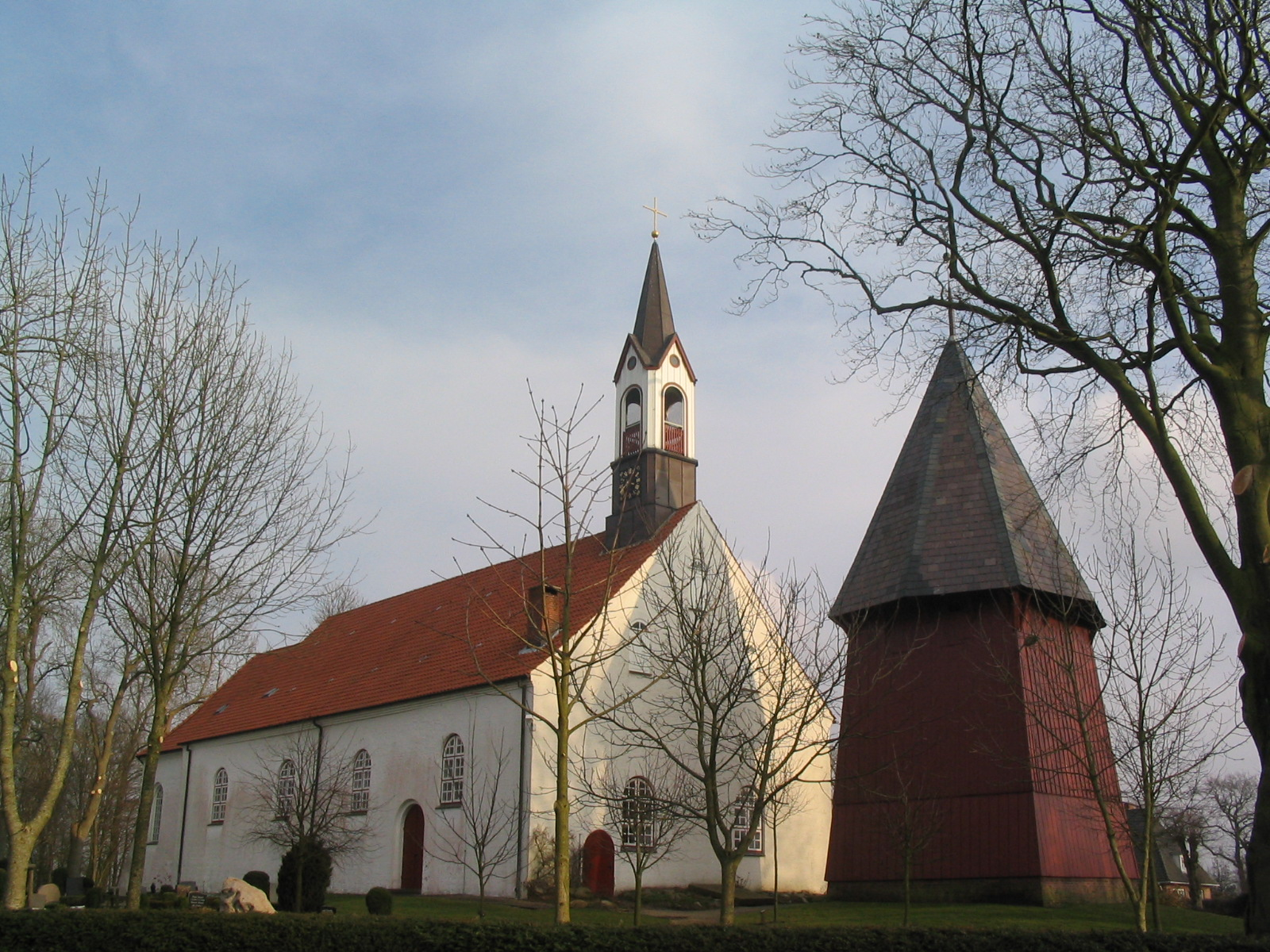
St. Marien (Hemme) mit davor errichtetem Glockenstapel

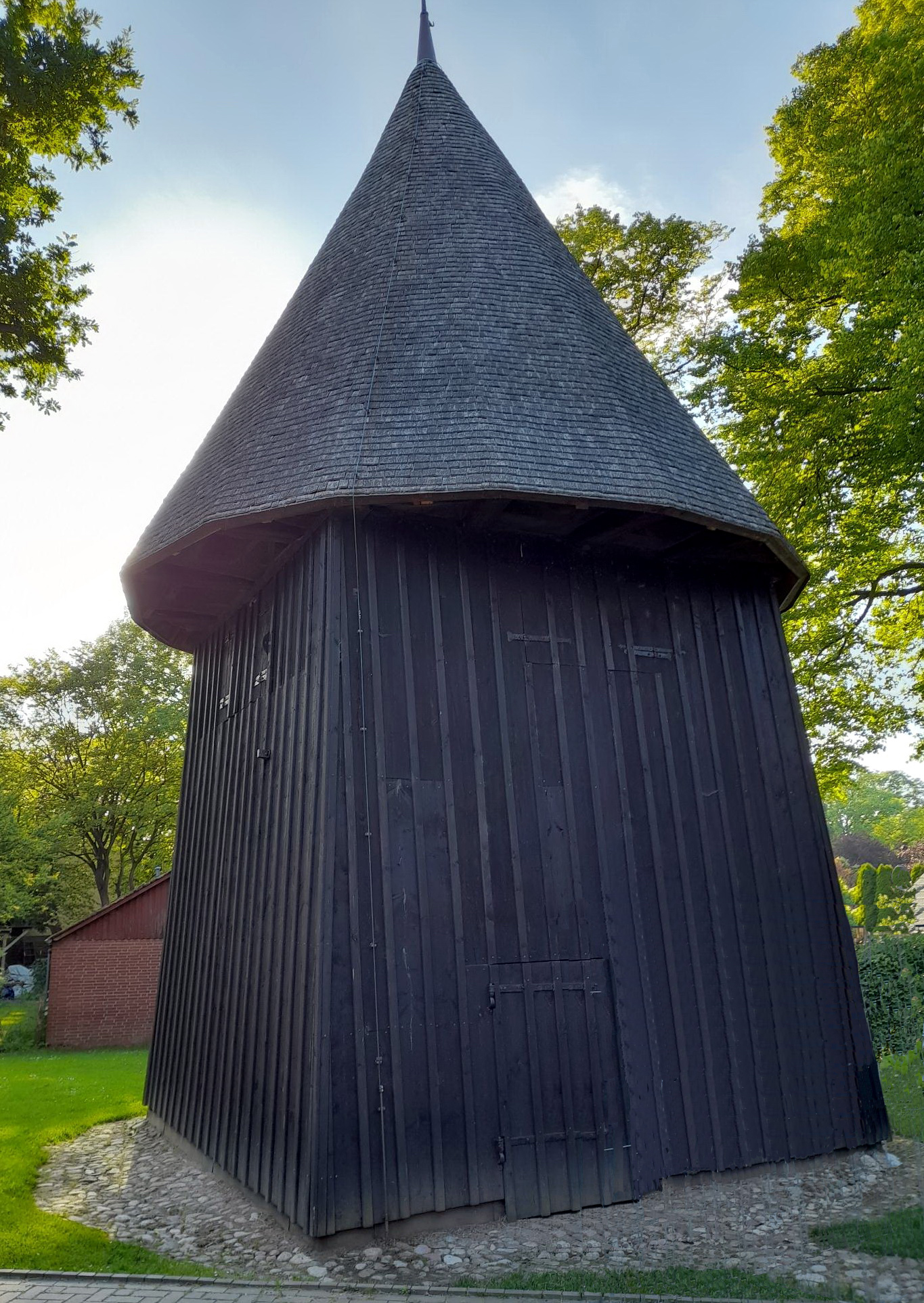
Glockenstapel von 1349 in Delve

Glockenstapel sind Glockentürme, die sich besonders in schleswig-holsteinischen Marschgebieten, in der Landschaft Angeln und im angrenzenden Dänemark sowie in Teilen Skandinaviens (dänisch Klokkestabel, schwedisch Klockstapel) zahlreich finden. Die oft hölzernen Glockenstapel stehen meist frei neben den Kirchen und sind baulich nicht mit ihnen verbunden. Meist sind sie niedriger als normale Kirchtürme.
Viele der mittelalterlichen Kirchen in Norddeutschland und in den skandinavischen Ländern waren ursprünglich turmlos. Oft wurden sie nachträglich mit einem Glockenstapel oder einem Kirchturm ergänzt. Je nach Wirtschaftskraft der Gemeinde konnte auch ein bereits errichteter Glockenstapel durch einen steinernen Kirchturm ersetzt werden. Andere Gründe für die Errichtung von Glockenstapeln waren beispielsweise Mangel an passenden Steinen in moorigen Marschgebieten oder unsicherer Baugrund, der einen hohen und schweren Turm aus Stein nicht getragen hätte.
Der älteste Glockenstapel Schleswig-Holsteins von 1349 befindet sich in Delve, der zweitälteste in Norderbrarup, er wurde um 1441 errichtet. Der drittälteste gehört zur Kirche in Koldenbüttel und wurde um 1461 erbaut.

## Hölzerne Glockenstapel in Angeln

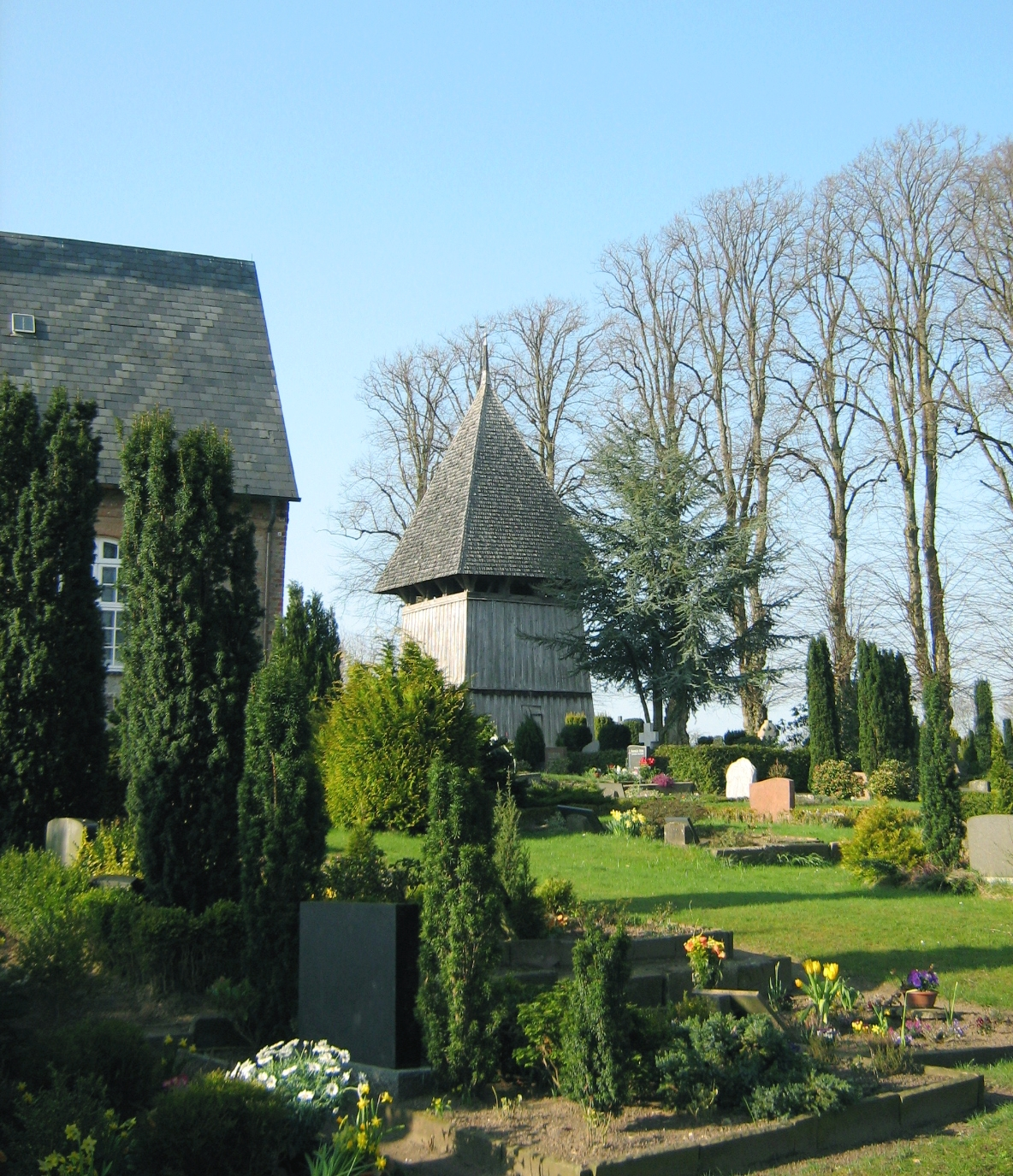
Glockenstapel in Norderbrarup von 1441

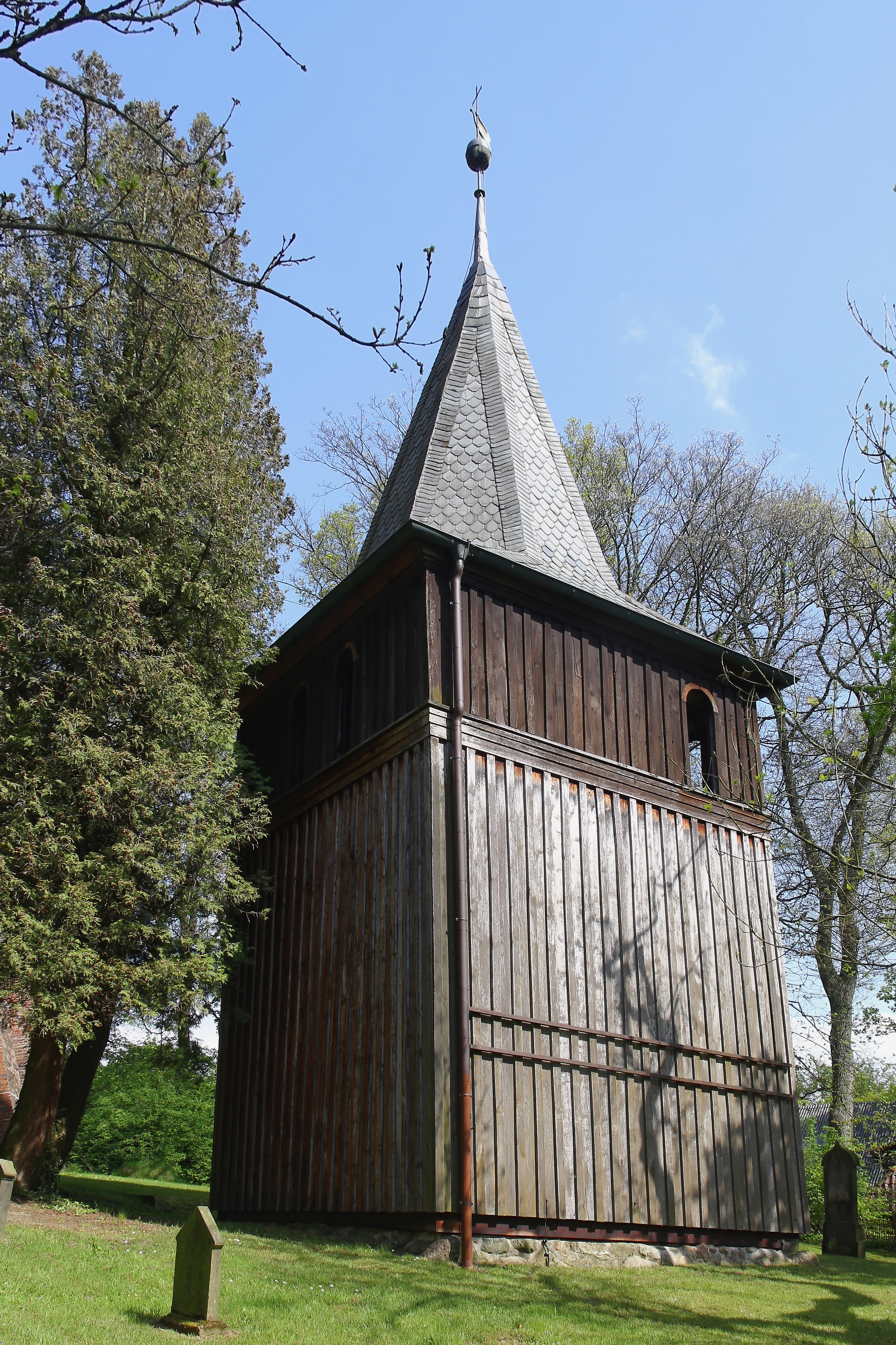
Glockenstapel in Sinstorf

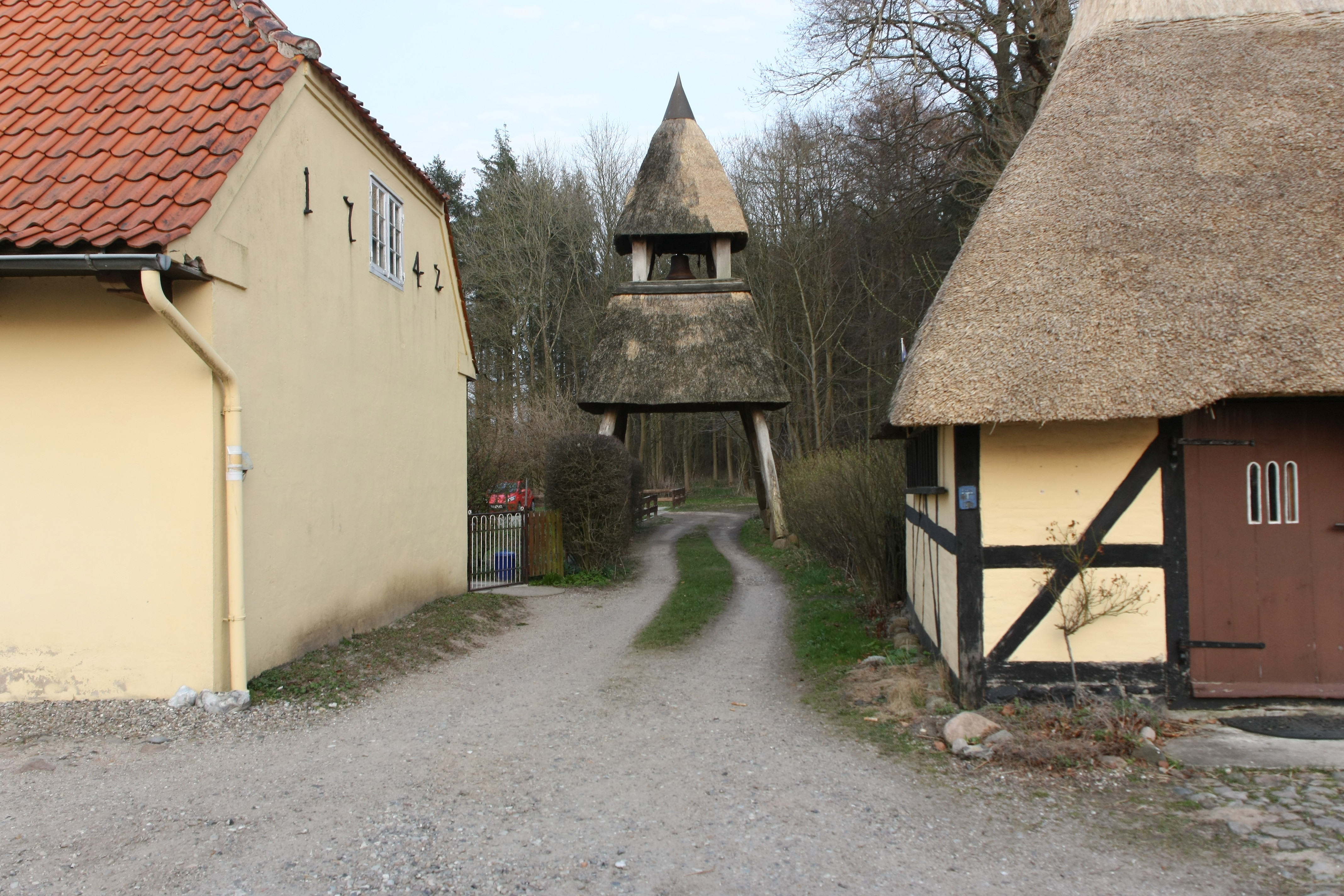
Glockenstapel im St.-Johannis-Armenstift Damp.

- Böklund hölzerner Glockenturm von 1595.
- Boren hölzerner Glockenturm von 1693.
- Brodersby hölzerner Glockenturm von 1842/43.
- Gelting hölzerner Glockenstapel von 1729[1]
- Havetoft hölzerner  Glockenturm von 1763.
- Loit hölzerner Glockenturm von 1762.
- Moldenit hölzerner Glockenturm von 1767.
- Norderbrarup hölzerner Glockenturm von 1441.
- Nübel hölzerner Glockenturm von 1767.
- Struxdorf hölzerner Glockenturm aus dem 16. Jahrhundert.
- Taarstedt hölzerner Glockenturm von 1754.
- Thumby hölzerner  Glockenturm aus dem 16. Jahrhundert.
- Toestrup hölzerner  Glockenturm von 1491.
- Ulsnis hölzerner  Glockenturm aus dem 16. Jahrhundert.

## Andere Glockenstapel in Schleswig-Holstein
- Delve zweitältester hölzerner Glockenstapel auf dem europäischen Festland, datiert: 1347–49, gehörig zur St.-Marien-Kirche Delve.
- Damp hölzerner reetgedeckter Glockenstapel auf der Halbinsel Schwansen, in dem zum Gut Damp gehörigen 1742 errichteten St. Johannis Armenstift.
- Wallsbüll im Westen von Flensburg.
- Fahretoft bei Dagebüll.
- Schwabstedt in Nordfriesland.
- Hollingstedt im Kreis Schleswig-Flensburg

## Hölzerne Glockenstapel in den Elbmarschen (unvollständig)
- Hamburg-Neuengamme, Glockenturm von 1630
- Hamburg-Curslack, Glockenturm von 1591
- Hamburg-Allermöhe, Glockenturm aus dem 15. Jh.
- Hamburg-Kirchwerder, Glockenturm von vor 1604
- Hamburg-Sinstorf, Glockenturm aus dem 17. Jh.
- Beidenfleth, Glockenturm von 1589

## Sonstiges
Der Glockenstapel von Norderbrarup diente als Vorlage bei der Rekonstruktion der Turmhügelburg Lütjenburg, da er sich aus zeitlichen und architektonischen Gründen dafür anbot.